# Guido Luigi Bentivoglio
Guido Luigi Bentivoglio SOCist (* 22. Mai 1899 in Viterbo, Provinz Viterbo, Italien; † 8. Dezember 1978 in Catania) war ein italienischer Priester. Er war Erzbischof von Catania.

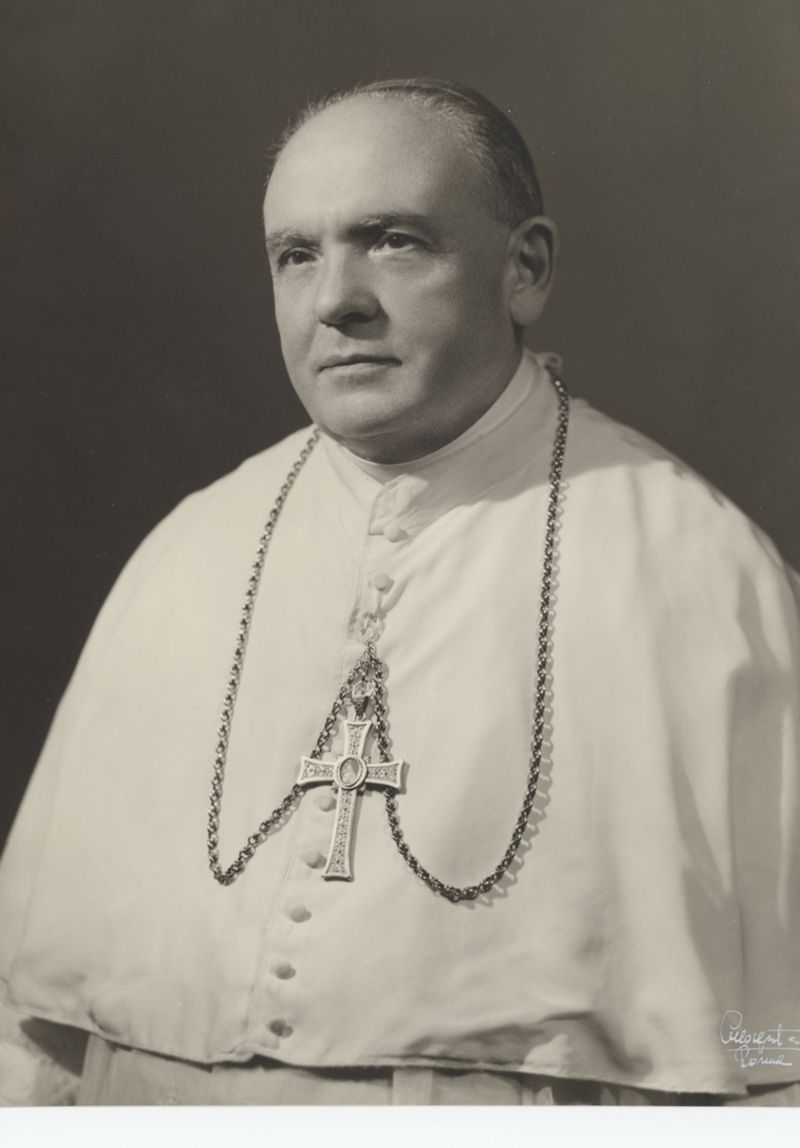
Guido Luigi Bentivoglio in 1965

## Leben
Bentivoglio trat in den Zisterzienserorden ein und empfing am 10. Juni 1922 die Priesterweihe. Papst Pius XII. ernannte ihn am 27. Juli 1939 zum Bischof von Avellino. Die Bischofsweihe spendete ihm am 24. August desselben Jahres Raffaele Carlo Kardinal Rossi; Mitkonsekratoren waren Patriarch Luca Ermenegildo Pasetto und Erzbischof Francesco Petronelli.
Während eines Bombenangriffs der Alliierten am 14. September 1943 half Bentivoglio gemeinsam mit anderen Geistlichen, Verletzte zu versorgen.
Am 30. März 1949 ernannte ihn Pius XII. zum Koadjutorerzbischof von Catania und zum Titularerzbischof von Laodicea in Syria. Am 3. April 1952 wurde Bentivoglio neuer Erzbischof von Catania. Er nahm von 1962 bis 1965 am Zweiten Vatikanischen Konzil teil. Papst Paul VI. nahm am 16. Juli 1974 sein aus Altersgründen eingereichtes Rücktrittsgesuch an.
Guido Luigi Bentivoglio starb vier Jahre später mit 79 Jahren.